# Cavall Bernat (serra de Corbera)
El Cavall Bernat és un cim de 587 metres situat a la Serra de Corbera, a la comarca valenciana de la Ribera del Xúquer. Tot i que no és el de màxima altura de la serra, el Cavall Bernat esdevé un cim emblemàtic per la seua morfologia, entorn i desnivell que el converteixen en una de les clàssiques ascencions del muntanyisme valencià.
El Cavall Bernat dona nom també a un sector de la serra de Corbera que en l'entorn del cim es bifurca en sentit SE-NO falquejant la vall de la Murta, al sud de l'anomenada serra del Cavall Bernat.
El cim es situa en el terme municipal de Corbera i la serra s'estén pels termes de la mateixa Corbera, Llaurí i Alzira.